# ルキウス・ウァレリウス・フラックス (紀元前152年の執政官)
ルキウス・ウァレリウス・フラックス（ラテン語: Lucius Valerius Flaccus 、- 紀元前152年）は紀元前2世紀中頃の共和政ローマの政治家。紀元前152年にコンスル（執政官）を務めたが、在任中に死去した。

## 出自
フラックスは、ローマで最も著名なパトリキ（貴族）であるウァレリウス氏族の出身である。ウァレリウス氏族の祖先はサビニ族であり、王政ローマをロームルスとティトゥス・タティウスが共同統治した際に、ローマへ移住したとされる。その子孫に共和政ローマの設立者の一人で、最初の執政官であるプブリウス・ウァレリウス・プブリコラがいる。その後ウァレリウス氏族は継続的に執政官を輩出してきた。特にフラックス家は紀元前1世紀中盤まで活躍し、メッサラ家と並んでウァレリウス氏族の中でも最も繁栄した。
カピトリヌスのファスティによれば、フラックスの父のプラエノーメン（第一名、個人名）はルキウス、祖父はプブリウスである。父ルキウスは大カトの友人で紀元前195年の執政官ルキウス・ウァレリウス・フラックス、祖父プブリウスは紀元前227年の執政官プブリウス・ウァレリウス・フラックスである。また曽祖父は紀元前261年の執政官ルキウス・ウァレリウス・フラックスであり、フラックスのコグノーメン（第三名、家族名）を使ったのはこの曽祖父が最初と思われる。

## 経歴
フラックスに関する最初の資料は紀元前163年のもので、この年にルキウス・コルネリウス・レントゥルス・ルプスと共にアエディリス・クルエル（上級按察官）に就任している。その後執政官となるまでの経歴は不明である。紀元前160年または紀元前159年にプラエトル（法務官）に就任したと思われる。これは1500年頃に発見されたアスクレーピオス神殿の碑文からの推定であるが、碑文そのものが完全でない。何れにせよ、紀元前152年に執政官に就任していることから逆算し、遅くとも紀元前155年には法務官を務めたはずである。当時のウィッリウス法で執政官から法務官まで3年の間隔が求められていたためだ。
執政官の同僚は、プレブス（平民）のマルクス・クラウディウス・マルケッルスであった。マルケッルスは三度目の執政官で、前回の執政官就任から3年しか経過しておらず、これはウィッリウス法に違反するものであった。このことから、現代の研究者達はフラックスとマルケッルスの間に古くから友情があったと考えている。フラックスはマルケッルスに恩義を感じており、両者の関係は良好であった。このため、通常実施される管轄地域に関するくじ引きは実施されなかった。当時ヒスパニア・キテリオルではケルティベリア人の大規模な反乱が続いており、元老院特別令によりマルケッルスが反乱を鎮圧することになった。マルケッルスはピレネーへ向かい、一方フラックスはローマに留まった。しかしフラックスは任期満了前に死去した。補充執政官の選挙は行われなかった。

## 子孫
フラックスには少なくとも二人の息子がいた。長男ルキウス・ウァレリウス・フラックスは紀元前131年に執政官となっている。弟ガイウスの経歴は不明だが、その息子が二人執政官となった。紀元前93年のガイウス・ウァレリウス・フラックスと紀元前86年の補充執政官ルキウスである。

## 参考資料

### 古代の資料
- カピトリヌスのファスティ

### 研究書
- Simon G. The Wars of Rome in Spain. - M .: Humanitarian Academy, 2008. - 288 p. - ISBN 978-5-93762-023-1 .
- Broughton R. Magistrates of the Roman Republic. - New York, 1951. - Vol. I. - P. 600.
- Münzer F. Valerius 162ff // Paulys Realencyclopädie der classischen Altertumswissenschaft . - 1955. - Bd. VIII A, 1. - Kol. 3-5.
- Münzer F. Valerius 174 // Paulys Realencyclopädie der classischen Altertumswissenschaft . - 1955. - T. VIII, 1 . - P. 20-21.
- Volkmann H. Valerius // Paulys Realencyclopädie der classischen Altertumswissenschaft . - 1948. - Bd. VII A, 1. - Kol. 2292-2296.
- Volkmann H. "Valerius 89" // Paulys Realencyclopädie der classischen Altertumswissenschaft . - 1948. - Bd. VII A, 1. - Kol. 2311.